# Edhem Bičakčić
Edhem-aga Bičakčić (1884 Sarajevo, Bosna a Hercegovina – 31. prosince 1941 Sarajevo, Nezávislý stát Chorvatsko) byl bosenskohercegovský obchodník a politik bosňáckého původu.

## Život
Pocházel z bohaté muslimské obchodnické rodiny. V rodném městě navštěvoval mekteb a ruždii, islámské základní školy, a Misrího (Atmejdanskou) medresu. Poté se věnoval zejména obchodu. Za Veliké války byl mobilizován do vojska.
Po první světové válce vstoupil do Jugoslávské muslimské organizace (JMO), kterou od roku 1922 vedl jeho přítel Mehmed Spaho. Po volbách do obecních zastupitelstev roku 1928 byl zvolen sarajevským starostou. Z tohoto úřadu byl nucen odejít po vyhlášení královské diktatury v Jugoslávii (1929). Od té doby žil několik let v ústraní. Po parlamentních volbách roku 1935, kdy se někdejší představitelé JMO vrátili do vlády, byl opětovně jmenován starostou Sarajeva. Na tomto postu se trval až do roku 1939, kdy byl jmenován ředitelem Městské spořitelny. Po německé invazi do Jugoslávie v dubnu 1941 a následném rozpadu země byl zbaven úřadu.